# Włodzimierz Gołębiewski

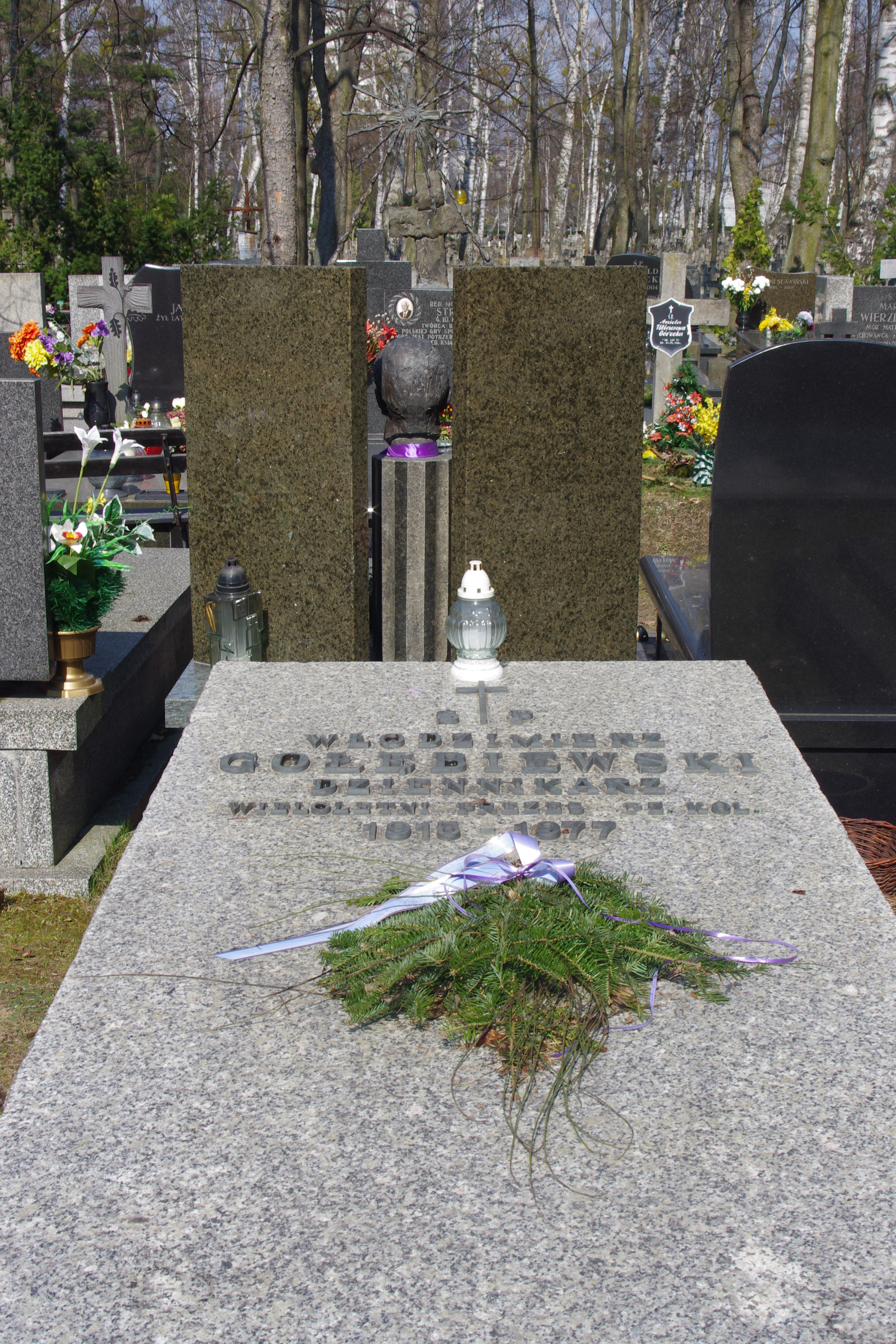
Grób dziennikarza Włodzimierza Gołębiewskiego na Cmentarzu Wojskowym na Powązkach w Warszawie

Włodzimierz Gołębiewski (ur. 5 września 1915 w Warszawie, zm. 19 stycznia 1977 w Poznaniu) – oficer piechoty Polskich Sił Zbrojnych, dziennikarz i działacz sportowy.

## Życiorys
Był absolwentem Państwowego Gimnazjum im. Adama Mickiewicza w Warszawie. Przed wybuchem II wojny światowej ukończył Dywizyjny Kurs Podchorążych Rezerwy przy 15 pułku piechoty w Dęblinie. Po kampanii wrześniowej przedostał się do Francji, gdzie w stopniu aspiranta został przydzielony do dowództwa III batalionu 1 pułku Grenadierów Warszawy. Walczył w kampanii francuskiej 1940. Po wydostaniu się z kotła lotaryńskiego i po trudnych przejściach dotarł do Szkocji. W listopadzie 1941 przydzielony został do 2 batalionu strzelców stacjonującego wówczas w Cupar. Tam otrzymał awanse kolejno na podporucznika i porucznika.
W kwietniu 1946, jeszcze przed demobilizacją jednostki, powrócił do Polski. Zaczął pracować w banku, równoległe publikując pierwsze artykuły w prasie sportowej, m.in. w Przeglądzie Sportowym (od marca 1947). W lipcu 1949 zaczął pracować jako sprawozdawca sportowy w Trybunie Ludu, gdzie objął stanowisko kierownika działu sportowego, które piastował do przejścia na emeryturę w 1976.
Specjalizował się w kolarstwie. Organizował z ramienia Trybuny Ludu Wyścig Pokoju. Od 1961 był sekretarzem generalnym Polskiego Związku Kolarskiego, a w latach 1965-1977 prezesem związku. Pełnił także funkcję wiceprezesa Międzynarodowej Federacji Kolarstwa Amatorskiego (FIAC) i prezesa Międzynarodowego Stowarzyszenia Organizatorów Wyścigów Kolarskich (AIOCC), był członkiem dyrektoriatu Międzynarodowej Unii Kolarskiej (UCI). Za czasów jego prezesury polscy kolarze, w tym m.in. Ryszard Szurkowski, odnosili największe sukcesy sportowe.
Był współautorem kilku książek, m.in. „Królowie ringu i bieżni” (z Juliuszem Stroynowskim) (1956), „Olimpijskie fanfary” (z J. Stroynowskim) (1957) i „Wyścig Pokoju” (1967) (redakcja).
Jest pochowany na Cmentarzu Wojskowym na Powązkach (kwatera A15-8-23).